# 아메리카 이주설

클로 비스 문화 이전에 사이트를 보여주는 미국지도.

초기 아메리카 이주설(영어: First Settlement of the Americas)은 아메리카 원주민의 기원에 대한 주장은 여러가지로 제안된 바 있다. 개중에는 노르웨이의 고고학자인 토르 헤위에르달이 주장한 폴리네시아 이주설이나, 일부 학자들이 주장하는 선사시대 유럽의 인류가 대서양을 항해하여 아메리카에 도달한 것이 기원이 되었다는 클로비스 가설, 주류 학계의 입장인 몽골로이드 이주설이 있으며, 이 중, 정설로 인정받은 것은 몽골로이드 이주설이다.

## 베링 육교설
베링 육교설이 가장 주된 설인데 베링 육교설은 몽골(우랄 알타이계)계가 당시 빙하기였을 때 낮아진 수면으로 나온 베링해에 알래스카와 시베리아가 연결된 땅을 걸어가 전 지역으로 퍼져나간 설이다. 대한민국의 일부 국수주의자들은 이런 점을 근거로 '아메리카 원주민과 한국인은 같은 혈통이다'라고 주장하나, 주류 학계는 이런 주장의 근거가 미약하다고 보고 정설로 인정하지 않는다.  대부분의 학자들이 베링육교설을 옳다고 하는 근거가 바로 이누이트인에게 생기는 몽고반점이다. 그러나 남미쪽에서 사는 인디언들은 몽골인 DNA와 약간 다른 편이다.

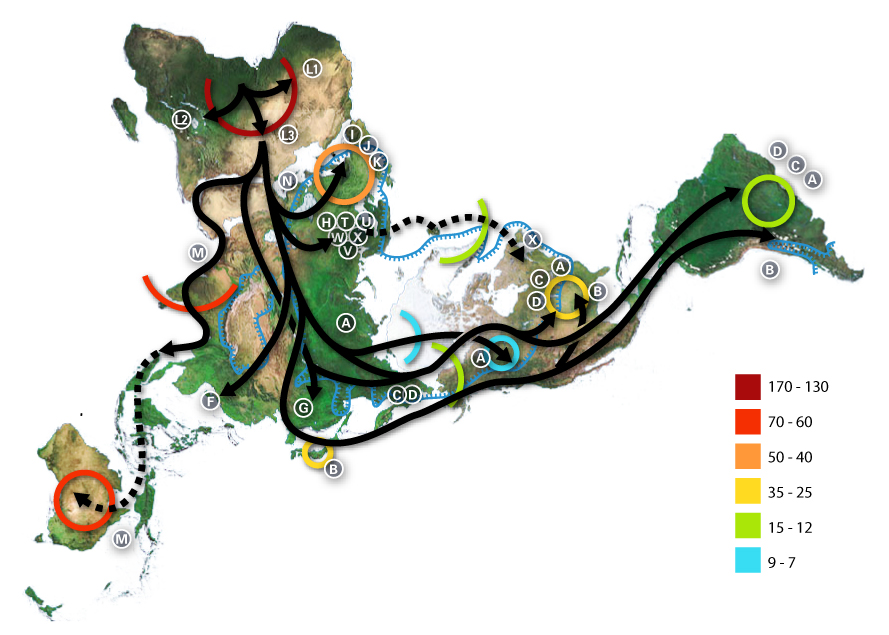
대부분의 학자들이 생각하는 이동경로이다.

## 몽골인 항해설
이 주장은 몽골계 사람들이 중국 동북부, 한반도, 일본 등 동북아시아 등지에서 항해를 해서 아메리카에 왔다는 주장이다. 그들은 아마 얼어붙은 땅옆의 해안선을 따라 신대륙으로 넘어갔을 것이라는 주장이다.

## 폴리네시아인 항해설
오세아니아에서 사는 폴리네시아인은 예로부터 항해술이 뛰어났다는 증거로 나온 설이다. 예전에는 이 설이 베링 육교설 다음으로 주된 설이었는데 아프리카인 항해설이 나오자 세 번째로 뒤처졌다. 폴리네시아인은 뛰어난 항해술로 남미 섬과 안데스지역으로 도착했다는 설이다. 그러나 일부 학자들은 하와이를 600년경에 발견에 750년경에 이주했는데 이미 거기에는 고대왕국이 건설되었다는 이유로 항해설은 1000년경에 즈음 되었다고 한다.

## 아프리카인 항해설
베링 육교설 다음으로 가장 주된 설이다. 아프리카인들이 자신들이 살던 지역과 환경도 같아서 항해해서 잘 이주해서 정착했다는 설이다. 이 설을 받쳐주는 것은 헤누의 푼트이다. 헤누는 고대 이집트의 탐험가였는데 전설의 땅 푼트를 발견하고 개척했다고 했는데 푼트가 소말리아를 개척한다고 했는데 일부학자는 푼트가 소말리아가 아니고 아메리카 땅이고 그리고 거기서 개척을 했다고 한다.
또 피라미드도 고대 아즈텍, 마야등과 흡사하다. 그리고 천문학, 수학의 발달 등도 흡사하다. 어느날 이걸 받쳐주는 증거가 발견되었는데 피라미드에서 나온 미라 속에서 코카인 열매가 발견된 것이다. 코카인 열매는 원산지가 아메리카여서 아프리카인 항해설을 매우 뒷받쳐주었다.

## 몽골계·아프리카계·폴리네시아계 혼혈설
몽골인들이 베링해를 거쳐 북쪽지대에서 정착해서 살고 그에 이어 아프리카인이 들어와서 정착하다가 고대 이집트인들이 항해를 해 와서 정착했고, 거기서 살던 몽골계와 혼혈을 거듭했다. 그리고 거기서 건설한 고대국가와 이집트인은 교역을 했다고 한다. 그러나 거기서 식량을 얻지 못해서 무역에만 의존하다 이집트가 멸망하자 식량을 생산을 못해 사냥으로 근근히 살아갔다. 그런데 어느날 아일랜드에서 온 선교사 몇 명이 배를 타고 중남미 지역으로 와서 농사를 가르쳐줬는데 그들은 케찰코아틀로 묘사되었고 그들은 선교를 하였다고 한다. 그리고 남미쪽에 폴리네시아계가 이주하면서 오늘날의 인디언이 되었다고 한다.

## 같이 보기
- 부상 (전설)